# Emballonura dianae
Emballonura dianae (Hill, 1956) è un pipistrello della famiglia degli Emballonuridi diffuso nell'Ecozona australasiana.

## Descrizione

### Dimensioni
Pipistrello di piccole dimensioni, con la lunghezza della testa e del corpo tra 48 e 64 mm, la lunghezza dell'avambraccio tra 42,4 e 49,4 mm, la lunghezza della coda tra 11,3 e 16 mm, la lunghezza del piede tra 7,9 e 9,1 mm, la lunghezza delle orecchie tra 12,7 e 17,9 mm e un peso fino a 13 g.

### Aspetto
Le parti dorsali sono marroni o bruno-rossastre con la base bianca, mentre le parti ventrali sono bianche con la parte centrale dei singoli peli bruno-rossastra chiara. Il muso è appuntito, con il labbro superiore che si estende leggermente oltre quello inferiore, le narici sono ravvicinate e si aprono frontalmente. Gli occhi sono molto piccoli. Le orecchie sono larghe, separate tra loro, triangolari, rivolte posteriormente e con una concavità sul bordo esterno appena sotto l'estremità arrotondata. Il trago ha una piccola proiezione sul margine anteriore e un incavo alla base di quello posteriore. La coda è lunga e fuoriesce dall'uropatagio a circa metà della sua lunghezza. Il calcar è lungo.

## Biologia

### Comportamento
Si rifugia all'interno di grotte, solitamente nella penombra. Si aggrappa sulle pareti singolarmente, ampiamente separato dai conspecifici. Può condividere i luoghi con Emballonura furax, Emballonura raffrayana, Emballonura beccarii, Aselliscus tricuspidatus, Hipposideros dinops, Hipposideros calcaratus e Dobsonia inermis.

### Alimentazione
Si nutre di insetti.

### Riproduzione
Danno alla luce un piccolo due volte l'anno tra giugno ed ottobre. 

## Distribuzione e habitat
Questa specie è diffusa in Nuova Guinea, alcune isole vicino e sulle Isole Salomone.
Vive nelle foreste fino a 1.400 metri di altitudine.

## Tassonomia
Sono state riconosciute 3 sottospecie:
- E.d.dianae: Guadalcanal, Malaita, Rennell; Nuova Britannia, Nuova Irlanda, Mussau[4];
- E.d.fruhstorferi (Flannery, 1994): Nuova Guinea;
- E.d.rickwoodi (Flannery, 1994): Santa Isabel.

## Conservazione
La IUCN Red List, considerato il vasto areale e la popolazione presumibilmente numerosa, classifica E.dianae come specie a rischio minimo (Least Concern)).